# Weißenthurm (Verbandsgemeinde)
Weißenthurm est une Verbandsgemeinde (collectivité territoriale) de l'arrondissement de Mayen-Coblence dans la Rhénanie-Palatinat en Allemagne. Le siège de cette Verbandsgemeinde est dans la ville de Weißenthurm.
La Verbandsgemeinde de Weißenthurm consiste en cette liste d'Ortsgemeinden (municipalités locales) :

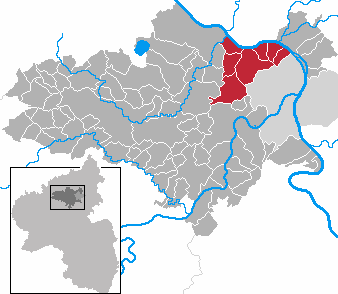
Localisation de la Verbandsgemeinde de Weißenthurm dans l'arrondissement de Mayen-Coblence

1. Bassenheim
2. Kaltenengers
3. Kettig
4. Mülheim-Kärlich
5. Sankt Sebastian
6. Urmitz
7. Weißenthurm